# Pillnitz
Pillnitz is een voormalig dorp, dat sinds 1950 een deel van het stadsdistrict Dresden, in de Duitse deelstaat Saksen, vormt. Het had in 2009 3407 inwoners.
Samen met Hosterwitz vormt Pillnitz het "statistisch" stadsdeel: Hosterwitz/Pillnitz. Pillnitz heeft nog steeds de structuur van een dorp. Het ligt in het Saksische wijnbouwgebied Großlage Elbtal, 15 km stroomopwaarts van het stadscentrum. Historisch belangrijk is de Verklaring van Pillnitz als reactie op de Franse Revolutie.

## Bezienswaardigheden
Pillnitz is bekend om het Schloss Pillnitz en het bijhorend park met een meer dan 230 jaar oude camelia (de Pillnitzer Kamelie). Van 1920 tot de Tweede Wereldoorlog was hier een wandtapijtenatelier gevestigd. Een andere bezienswaardigheid is de Weinbergkirche, idyllisch gelegen tussen de wijngaarden.

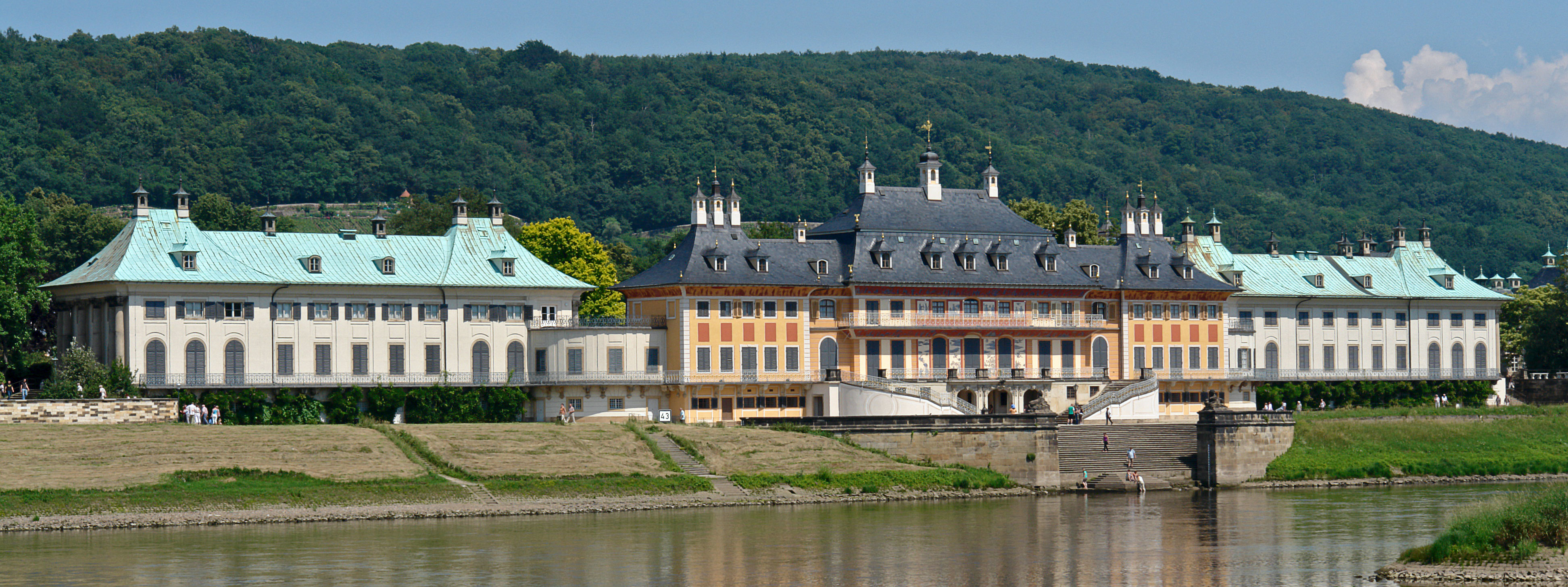
Schloss Pillnitz vanaf de Elbe
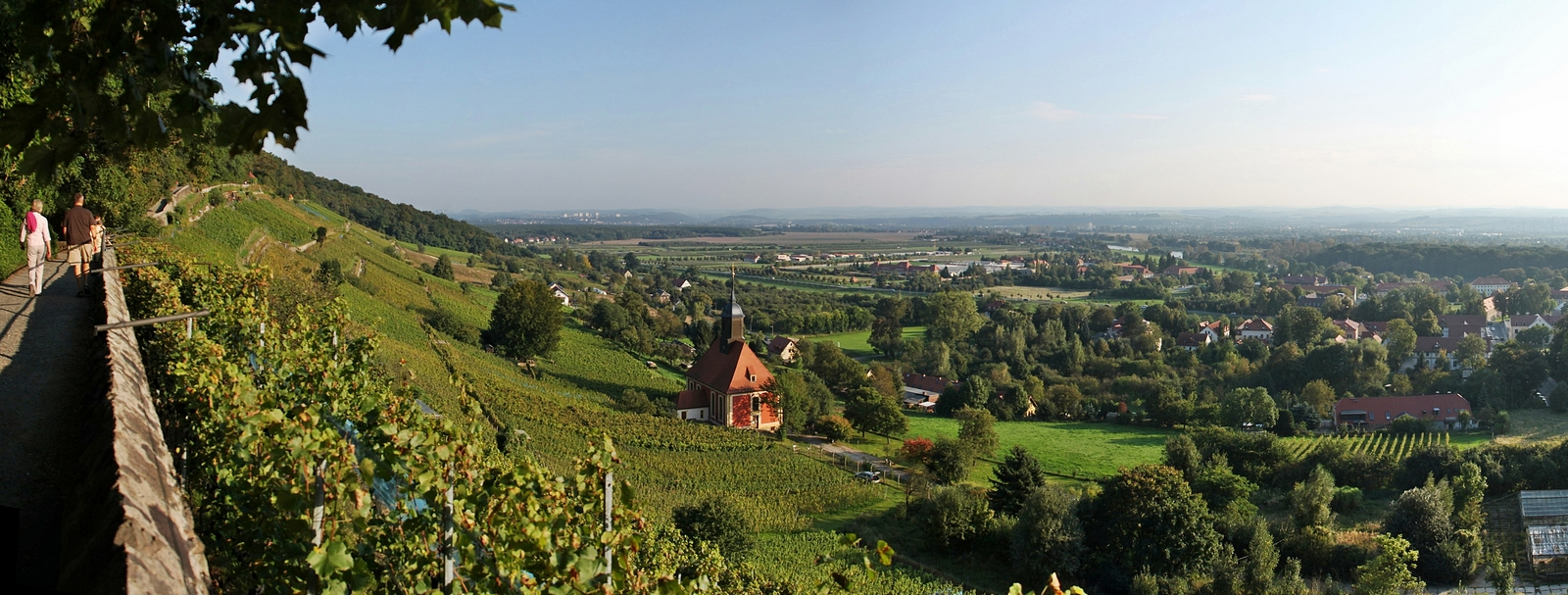
De koninklijke wijnberg met de "Weinbergkirche"